# 列宁区 (符拉迪沃斯托克)
列宁区（俄语：Ленинский район）是俄罗斯城市符拉迪沃斯托克（海参崴）的5个辖区之一，该区设立于1936年1月4日，2021年人口为153915人。当地知名企业包括达尔扎沃德修船中心。斯维特兰大街位于该区。